# Mogens Scheel-Plessen
 Der er flere personer med dette navn, se Mogens Scheel-Plessen (flertydig).
Mogens Scheel Plessen (skrev sig Scheel-Plessen) (13. august 1778 – 24. februar 1819 på Saltø) var en dansk godsejer.
Han var søn af gehejmekonferensråd Christian Ludvig Scheel von Plessen og arvede 1801 stamhuset Fusingø med Fussingø, Selsø og Lindholm og fideikommisserne Saltø og Harrested.
Han blev 1795 student (privat dimitteret) og 1800 cand.jur. 1801 blev han kammerjunker og 1811 befalingsmand over kystmilitsen og karakteriseret kaptajn med ret til at bære Arméens felttegn.
Den 1. august 1805 indgik han i Rye Kirke et ustandsmæssigt ægteskab med opvartningspigen Annette Margrethe Lund (18. juli 1778 i Roskilde – 10. juli 1844) fra Hotel Prindsen i Roskilde. Parret blev dog senere skilt, og hun ægtede 27. december 1812 oberst Maximilian Vilhelm baron Haxthausen (1783-1862, dette ægteskab også opløst).
Han døde barnløs, og godserne gik til farbroderens søn, greve Mogens Joachim Scheel-Plessen.